# Psaliodes laticlara
Psaliodes laticlara là một loài bướm đêm trong họ Geometridae.